# Grand Prix Herning 2009
Il Grand Prix Herning 2009, diciassettesima edizione della corsa, valido come evento dell'UCI Europe Tour 2009 categoria 1.2, si svolse il 2 maggio 2009 su un percorso totale di circa 198,7 km. Fu vinto dal danese René Jørgensen, che terminò la gara in 5h02'45" alla media di 39,379  km/h.
All'arrivo 31 ciclisti portarono a termine il percorso.

## Ordine d'arrivo (Top 10)
| Pos. | Corridore         | Squadra        | Tempo    |
| ---- | ----------------- | -------------- | -------- |
| 1    | René Jørgensen    | Designa Køkk.  | 5h02'45" |
| 2    | Michael Reihs     | Designa Køkk.  | s.t.     |
| 3    | Allan Johansen    | Designa Køkk.  | a 3"     |
| 4    | Michael Berling   | Glud & Marstr. | a 1'24"  |
| 5    | Frederik Ericsson | Capinordic     | s.t.     |
| 6    | Michael Blanchy   | Revor-Jartazi  | a 5'16"  |
| 7    | Glenn Bak         | Bluewater      | s.t.     |
| 8    | Thomas Guldhammer | Capinordic     | s.t.     |
| 9    | Michael Larsen    | Vesthimmerland | s.t.     |
| 10   | Daniel Foder      | Vesthimmerland | s.t.     |